# Tim Rice

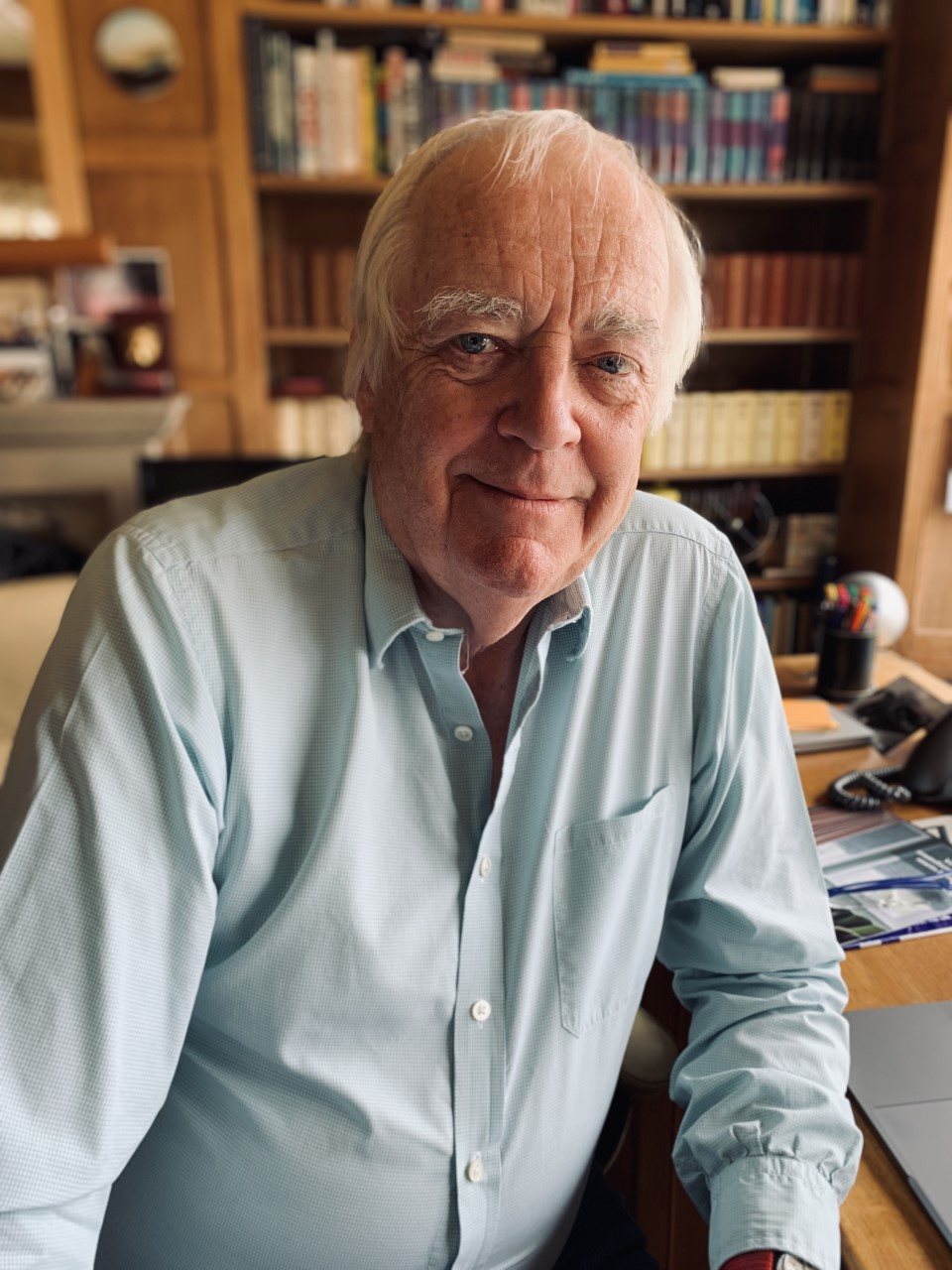
Tim Rice, 2020

Sir Timothy Miles Bindon „Tim“ Rice (* 10. November 1944 in Amersham, Buckinghamshire, England) ist ein britischer Musical- und Filmmusiktexter. Er ist Emmy-, Grammy-, Oscar- und Tony-Award-Preisträger. Rice gehört somit zum kleinen Kreis der Personen, die alle vier großen Preise der amerikanischen Unterhaltungsindustrie (EGOT) in einer regulären Wettbewerbskategorie gewinnen konnten.

## Musikalische Laufbahn
Tim Rice begann seine Karriere als Agent für das Musikunternehmen EMI. Als sein Mentor Norrie Paramor die Firma verließ, folgte ihm Rice und lernte bald darauf Andrew Lloyd Webber kennen.
Die beiden taten sich zusammen – Webber schrieb die Musik, Rice textete – und schrieben unter anderem die Musicals Joseph and the Amazing Technicolor Dreamcoat (1968), Jesus Christ Superstar (1970) und Evita (1976). Zur Musicalmusik Chess von den ABBA-Komponisten schrieb er die Texte.
Rice arbeitete danach viel für die Disney-Filmstudios, unter anderem bei den Filmen Aladdin (1992) und Der König der Löwen (1994) sowie den Bühnenversionen von Die Schöne und das Biest, Der König der Löwen und einer Musicalversion der Verdi-Oper Aida. Dafür wurde er 2002 im Disneyland Resort Paris zur „Disney-Legende“ ernannt.
Seit den 1960er Jahren schreibt er auch Songtexte für bekannte Komponisten wie Vangelis, Mike Batt, Elton John, Freddie Mercury, Burt Bacharach, Marvin Hamlisch und John Barry (Titelsong des James-Bond-Films Octopussy: „All Time High“) bzw. Interpreten wie Elvis Presley, Plácido Domingo, 10cc, Gary Glitter und Tony Christie.
Rice wurde für seine Arbeit mit zwölf Ivor Novello Awards, vier Tony Awards und drei Oscars ausgezeichnet. 1999 wurde er in die Songwriters Hall of Fame aufgenommen und 1994 von Königin Elisabeth II. zum Ritter geschlagen. Im Jahr 2007 bekam Rice einen Stern auf dem Hollywood Walk of Fame.

## Weitere berufliche Aktivitäten
Tim Rice ist neben seinem Hauptberuf als Liedtexter unter anderem als Buchautor, Verleger, Radiomoderator, Sänger, Schauspieler und Manager tätig. Außerdem wurde er oft wegen seines umfassenden Wissens über Rock-/Popmusik als Kandidat bei Quizshows eingeladen, was ihm 1985 den Titel „Rock Brain of the Universe“ (Rock-Gehirn des Universums) eintrug.

## Werke
Tim Rice hat Texte für folgende Musicals und Filmmusiken geschrieben:
- 1965: The Likes of Us (Musical, Uraufführung 2005) – Musik: Andrew Lloyd Webber
- 1968: Joseph and the Amazing Technicolor Dreamcoat (Musical, verfilmt 1999) – Musik: Andrew Lloyd Webber
- 1970: Jesus Christ Superstar (Musical, verfilmt 1973 und 2000) – Musik: Andrew Lloyd Webber
- 1976: Evita (Musical, verfilmt 1996 mit Madonna und Antonio Banderas) – Musik: Andrew Lloyd Webber
- 1983: Blondel (Musical) – Musik: Stephen Oliver
- 1984: Chess (Musical) – Musik: Benny Andersson und Björn Ulvaeus
- 1986: Cricket (Musical) – Musik: Andrew Lloyd Webber
- 1992: Tycoon (Musicaladaption der französischen Rockoper Starmania) – Musik: Michel Berger, französische Originaltexte: Luc Plamondon
- 1992: Aladdin (Trickfilm; Realfilmadaption 2019) – Musik: Alan Menken
- 1994: Der König der Löwen (Trickfilm; Musicaladaption 1997; computeranimierte Adaption 2019) – Musik: Elton John
- 1994: Die Schöne und das Biest (Musicaladaption des gleichnamigen Zeichentrickfilms; Tim Rice wirkte weder an diesem Film noch der späteren Realfilmadaption mit) – Musik: Alan Menken
- 1995: Heathcliff (Musical mit Cliff Richard, verfilmt 1997) – Musik: John Farrar
- 1997: King David (Musical / Liederzyklus) – Musik: Alan Menken
- 1998: Aida (Musical) – Musik: Elton John
- 2000: Der Weg nach El Dorado (Trickfilm) – Musik: Elton John
- 2009: The Nutcracker: The Untold Story (Verfilmung des Balletts „Der Nussknacker“) – Musik: Pjotr Iljitsch Tschaikowski
- 2013: From Here to Eternity (Musical nach dem Roman Verdammt in alle Ewigkeit) – Musik: Stuart Brayson